# Hotel Kendov Dvorec, Spodnja Idrija
Hotel Kendov dvorec je eden izmed hotelov s 5 zvezdicami v Sloveniji.
Hotel se nahaja v istoimenskem dvorcu, ki je bil zgrajen leta 1377.

## Zgodovina
Korenine Kendovega dvorca segajo v davno leto 1377, ko so prvi posestniki že gospodarili na kmetiji nad dolino reke Idrijce. Kasneje so ga po porušenju obnovili in odprli hotel.

## Ponudba
Hotel ima 11 sob, ki so vse opremljen v slogu 19. stoletja z izvirnim starim pohištvom. 
Hotel je bolj znan po kulinarični ponudbi in organiziranju raznih prireditev, srečanj,...